# Финансовый кризис в Беларуси (2008)
Финансовый кризис 2008 года в Беларуси — комплекс явлений в экономике страны, свидетельствующих об ухудшении финансово-экономического положения в стране. В 2008 году в Беларуси начался финансовый кризис.

## Ход кризиса

### Предпосылки
Отрицательные тенденции в экономике Беларуси наметились ещё в 2007 году. Так, в 2007 году инфляция (увеличение цен) выросла с 6,6 % до 12,1 %. Пенсионеры и студенты потеряли ряд льгот. В стране сокращали отпуска, в частности, врачам и учителям. Одной из причин ухудшения экономического положения в Беларуси является увеличение Россией цен на энергоносители, которые закупала Беларусь.

### Кризис
В 2008 году в Беларуси начался финансовый кризис. В стране произошёл очередной рост инфляции, которая составила 13,3 %.
В этих условиях власти Беларуси обратились к России и Международному валютному фонду, от которых получили кредиты, смягчившую финансовый кризис в стране. Помимо этого, власти поставили цель приватизировать в течение трёх лет более 500 предприятий. Были приняты меры для привлечения иностранных инвесторов. Правда, успехи в этой области были не большие. Самой крупной сделкой года можно назвать покупку турецким оператором сотовой связи Turkcell 80 % акций ЗАО «БеСТ» за 600 миллионов долларов.
4 ноября 2008 года президент Беларуси Александр Лукашенко, с целью повысить привлекательность банковских вкладов, подписал декрет, гарантировавший 100-процентное возмещение банковских вкладов населению, вне зависимости от суммы и валюты депозита. Более того, согласно этому документу, средства, размещённые на счетах или во вкладах, не подлежат декларированию.
Результатом финансового кризиса 2008 года стала девальвация в Беларуси в 2009 году. Белорусский рубль обесценился на 20 %.
В условиях кризиса Беларусь нуждалась в экономической помощи. Поэтому страна начала налаживать отношения с Европейским союзом. С этой целью, во второй половине 2008 года, власти Беларуси начали либерализацию своей внутренней политики. 16 августа 2008 года был амнистирован экс-кандидат в президенты на выборах 2006 года Александр Козулин. Ещё были освобождены молодёжный активист Андрей Ким и предприниматель Сергей Парсюкевич, осуждённые за участие в акциях протеста. Это вызвало положительную оценку со стороны ЕС и США. В сентябре 2008 года США смягчили экономические санкции в отношении двух предприятий «Белнефтехима» — «Лакокраска» и «Полоцк-Стекловолокно» 13 октября главы МИД стран Евросоюза приняли решение о приостановлении действия санкций на въезд в страны ЕС 35 белорусских чиновников.